# Beowulf (1999)
Beowulf är en amerikansk science fiction-actionfilm från 1999, regisserad av Graham Baker. Filmen är löst baserad på det klassiska anglosaxiska eposet Beowulf och utspelar sig i en futuristisk, dystopisk värld.

## Handling
I en isolerad fästning, som är belägrad av det skrämmande monstret Grendel, anländer den mystiska krigaren Beowulf för att hjälpa invånarna. Grendel har terroriserat fästningen och dess invånare, och Beowulf erbjuder sig att besegra varelsen. När han konfronterar Grendel och senare dennes demoniska mor, avslöjas mörka hemligheter om Beowulfs förflutna och hans egen förbannelse. Beowulf måste kämpa mot både yttre hot och inre demoner för att skydda de oskyldiga och besegra de onda krafterna.
Filmen blandar gotiska och futuristiska element.